# 胡厥文

胡厥文近照

胡厥文（1895年10月7日—1989年4月16日），名保祥，字厥文，以字行，江苏省嘉定县（今上海市嘉定区）人，中华人民共和国实业家、政治人物，原副国级领导人。

## 生平
1895年出生于嘉定县，先祖是宋文宣公后裔，明代由安徽迁太仓，再居嘉定。早年报考了北京高等工业专门学校学习机械，后到汉阳铁工厂当工人。1921年，变卖土地后创建新民机器厂，并陆续创建五金厂、黄渡电灯公司、长城机制砖瓦公司、石城窑厂等企业。1927年，推举为上海机器业同业公会主任委员、上海市棉布市场理事长。
1932年，响应蔡廷锴十九路军，与黄炎培合作，发动全市工商界支援抗戰。1937年，组织苏浙沪宁的百余家民营工厂内迁，并在桂林、祁阳等地创办了大中机器厂、新民机器厂湘厂等企业。
1945年，与黄炎培、章乃器等人发起成立了中國民主建国会。1949年9月，胡厥文以中國民主建國會代表的身份出席制订《共同纲领》和中国人民政治协商会议第一届全体会议。
1950年任华东军政委员会委员。1952年，担任赴朝慰问团总团副团长。之后担任上海市政协副主席、上海市副市长等职。1979年，担任民建第三届中央委员会主任委员和第四届中央委员会主席。1975年、1978年、1983年连续出任第四、五、六届全国人大常委会副委员长。1988年退休。
1989年4月16日23点57分（北京夏令时）病逝于北京，终年94岁。1990年1月18日，胡厥文墓在上海松鶴墓園落成。

## 家庭
父亲是胡光墉，母亲是赵慧贞，岳父是沈恩孚，第一任妻子是沈方成，他们有六个子女分别是胡世芳、胡世苣、胡世荃、胡世荣、胡世华、胡世孚。第二任妻子是蒉毓敏。